# Блажко, Виталий Олегович
Вита́лий Оле́гович Блажко́ (укр. Віталій Олегович Блажко, позывной — Хват; 22 июля 1989, Одесса — 8 мая 2022, Мариуполь) — украинский военнослужащий, майор, участник российско-украинской войны. Герой Украины (23 августа 2022, посмертно).

## Биография
Блажко Виталий Олегович (Хват), майор, командир снайперской группы специального назначения отдельного отряда специального назначения «Азов».
В 2015 году добровольцем стал на защиту Украины, впоследствии сформировал и возглавил снайперское подразделение полка «Азов». В течение службы провёл много успешных военных операций. В 2019 году в бою произошла травматическая ампутация 2/3 стопок обеих ног. После протезирования вернулся в строй. Отказался от оформления инвалидности, потому что тогда не смог бы служить на боевой должности, а значит, воевать. Участвовал в АТО на востоке Украины.
Полномасштабное вторжение России на Украину 24 февраля 2022 года встретил в рядах снайперского подразделения «Азова». Одна пара его протезов сгорела, вторая была сломана, в результате чего он передвигался на сломанных. Во время российского вторжения в Украину в 2022 году с первого дня участвовал в боевых действиях на Мариупольском направлении.
Погиб 8 мая 2022 года во время боя на территории металлургического комбината «Азовсталь».

## Награды
- Звание «Герой Украины» с удостоением ордена «Золотая Звезда» (24 августа 2022, посмертно) — за личное мужество и героизм, проявленные в защите государственного суверенитета и территориальной целостности Украины, верность военной присяге[3].

- Орден Богдана Хмельницкого III степени (28 июля 2022, посмертно) — за личное мужество и высокий профессионализм, проявленные в защите государственного суверенитета и территориальной целостности Украины, верность военной присяге[4].

- Орден «За мужество» I степени (25 марта 2022, посмертно) — за личное мужество и самоотверженные действия, проявленные в защите государственного суверенитета и территориальной целостности Украины, верность военной присяге, образцовое исполнение служебного долга[5].

- Орден «За мужество» II степени (27 июня 2019) — за личное мужество и самоотверженные действия, проявленные в защите государственного суверенитета и территориальной целостности Украины[6].

- Орден «За мужество» III степени (10 марта 2022, посмертно).

## Память
В городе Одесса улицу Махачкалинскую и спуск Маринеска переименовали в улицу и спуск Виталия Блажко.